# Gustavsvik, Motala
Gustavsvik är ett bostadsområde i Motala inom stadsdelen Motala Väster. Namnet kommer från en gård och dess ägor som tidigare låg strax norr om området, Gustavsviks gård, som låg ungefär där Mariebergsskolan ligger idag. Gustavsvik byggdes inom ramarna för miljonprogrammet av bostadsstiftelsen Platen i slutet av 1960-talet och förvaltas än i dag (2020) av Platen.
Bostadsområdet avgränsas av Råssnäsvägen i söder, Gustavsviksvägen i väster samt Agneshögsgatan i norr. Öster om området ligger Gustavsviksparken som är en park som ägs och drivs av Platen. I områdets sydöstra hörn ligger Råssnäs centrum. Bebyggelsen består av lamellhus i 3-plan som placerats i sju stycken grupper av fyra i vinkel för att skapa gårdsutrymmen mellan dem. Dessa sju gårdar har sedan placerats i en C-formation kring Gustavsviksparken samt den numera (2020) rivna Råssnässkolan.